# Tuinornament bij Paleis Soestdijk
Het tuinornament is een folly in de tuin achter Paleis Soestdijk aan de Amsterdamsestraatweg 1 in Baarn. Het beeld van een halve meter hoogte is in de vorm van een afgezaagd stuk boomstam.
Het beeld werd omstreeks 1890 vervaardigd in de stijl van cementrustiek (faux bois). Het staat ten noorden van de later gebouwde kassen, bij een van de vijvers en is een rijksmonument .

## Waardering
De folly werd in 2012 ingeschreven in het Monumentenregister, en wordt daar omschreven als van algemeen belang vanwege:

- de architectuurhistorische waarden als voorbeeld van een tuinornament in een zeldzame vormgeving alsmede vanwege het materiaalgebruik;

- de ensemble waarden door de functioneel-ruimtelijke samenhang met decoratieve betekenis tussen de verschillende onderdelen van de buitenplaats.